# 香島戲院

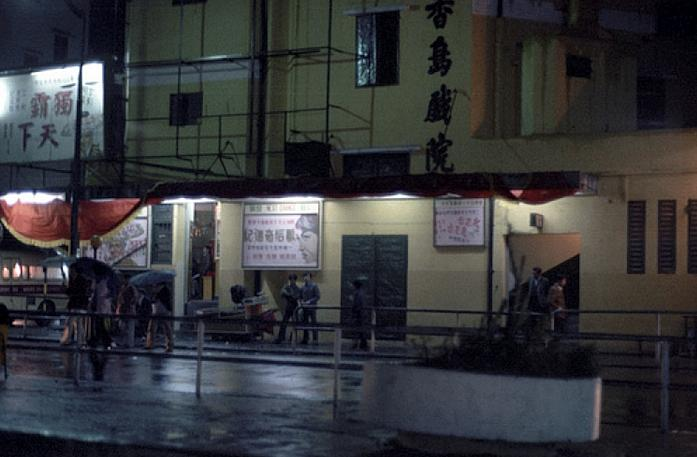
1972年香港仔香島戲院

香島戲院為香港一座已結業的戲院，位於香港仔香港仔大道190號，現已拆卸並改建為香島大廈。戲院設有498個座位及一個銀幕。
戲院戰前已開始營業，香港日治時期亦繼續營運，但只能播放日本當局審查過的電影。戰後香島戲院繼續營業，後來更裝設吊扇及冷氣設施，戲院直至1980年代中期結業，並改建為住宅。

### 食肆
- 華記小廚

### 已結業
- 泰國人海南雞
- 綠野仙踪台式茶座